# 난카이 해곡 지진 관련 정보

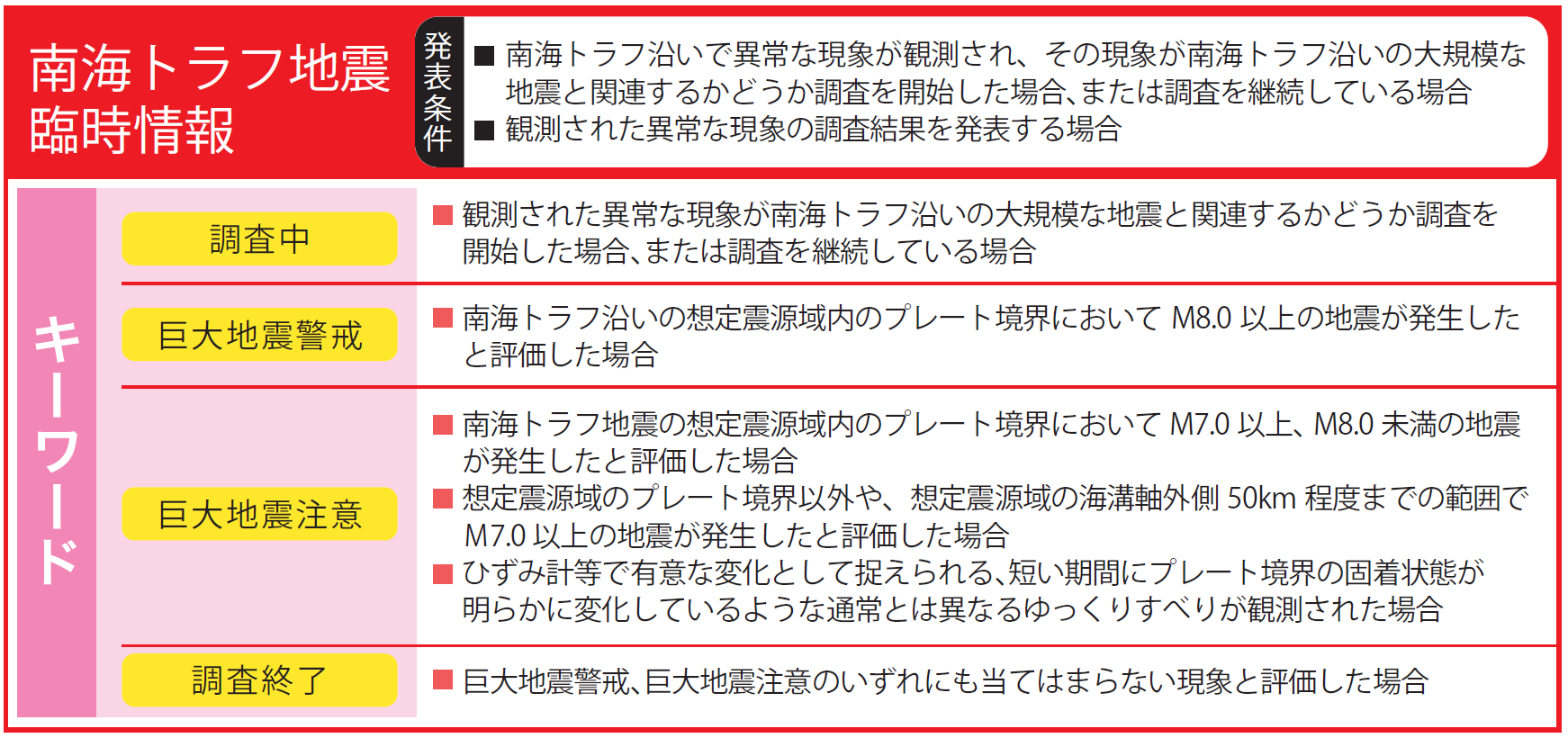
난카이 해곡 지진 임시 정보

난카이 해곡 지진 관련 정보(일본어: 南海トラフ地震に関連する情報 난카이토라후지신니칸렌스루조호[*], Nankai Trough Earthquake Information)는 난카이 해곡 거대지진을 염두에 두고 난카이 해곡 전역을 대상으로 지진 발생 가능성 증가에 대해 일본 기상청이 발표하는 정보이다. 일본 기상청은 2017년 11월 1일 도카이 지진에 한정되어 있던 경계 체제(도카이 지진 관련 정보)를 재조정해 "난카이 해곡 지진 관련 정보 (임시)" 및 "난카이 해곡 지진 관련 정보 (정례)"를 운영하기 시작했다.
2019년 5월 31일에는 난카이 해곡 지진 임시 정보(일본어: 南海トラフ地震臨時情報, Nankai Trough Earthquake Extra Information)와 "난카이 해곡 지진 관련 해설 정보"(일본어: 南海トラフ地震関連解説情報, Nankai Trough Earthquake-Related Commentary)로 수정되었다. 진원지의 대규모 지진 발생 자체 뿐 아니라 변형계의 급격한 변화 등 다양한 상황에 대해 대응한다.

## 정보 유형 및 발표 조건
| 정보 명칭                                                  | 정보 발표 조건 |
| ---------------------------------------------------------- | --- |
| 난카이 해곡 지진 임시 정보 南海トラフ地震臨時情報          | 난카이 해곡 연안에서 이상 현상이 관측되어 난카이 해곡 연안의 대규모 지진과 연관성이 있는지 조사를 시작했거나 조사를 계속 하고 있는 경우. 또는 관측된 이상 현상에 대한 조사 결과를 발표하는 경우 |
| 난카이 해곡 지진 관련 해설 정보 南海トラフ地震関連解説情報 | 관측된 이상 현상에 대한 조사 결과 발표 후 상황 추이 등을 발표하는 경우. 또는 난카이 해곡 지진 평가검토회의 정기회의에서 조사 결과를 발표하는 경우(단, 난카이 해곡 지진 임시 정보를 발표하는 경우는 제외) 이미 필요한 방재 대응이 이루어지고 있는 경우, 난카이 해곡 지진 관련 해설 정보로 조사를 시작했다는 사실과 조사를 발표하는 경우도 있다. |

### 임시 정보에 추가되는 정보
난카이 해곡 지진 임시 정보는 "난카이 해곡 지진 임시 정보 (조사중)"과 같이 뒤에 괄호를 붙여서 세부 유형을 구분해 발표한다.
| 세부 유형                 | 표기 조건 |
| ------------------------- | --- |
| 조사중 調査中             | 다음 중 하나에 해당되어 임시로 "난카이 해곡 연안을 따라 일어나는 지진에 관한 평가검토회"를 여는 경우 - 감시 영역 내에서 일본 기상청 규모 Mj6.8 이상의 지진이 발생했을 경우 - 변형계에서 난카이 해곡 거대지진과 연관성 검토가 필요하다고 인정되는 변화를 관측한 경우 - 그 외 예상 진원역 내 판 경계의 고착 상태 변화를 나타낼 수 있는 현상이 관측되는 등 난카이 해곡 거대지진과 연관성 검토가 필요하다고 인정되는 현상을 관측한 경우 |
| 거대지진경계 巨大地震警戒 | 예상 진원역 내 판 경계에서 모멘트 규모 Mw8.0 이상의 지진이 발생했다고 평가한 경우 |
| 거대지진주의 巨大地震注意 | 다음 중 하나에 해당하는 경우 - 감시 영역 내에서 모멘트 규모 Mw7.0 이상의 지진이 발생했다고 평가한 경우(거대지진경계에 해당하는 경우는 제외) - 상정한 진원역 내 판 경계면에서 평상시와는 다른 슬로우 슬립 현상이 발생했다고 평가한 경우 |
| 조사 종료 調査終了        | 거대지진경계, 거대지진주의에 해당하지 않는 현상으로 평가한 경우 |

난카이 해곡 임시 정보 발표에 따른 방재 대응 촉구에 대해서는 실시 기간의 기준이 정해져 있지만, 임시 정보 자체는 발표만 있을 뿐 '해제'는 없다.

## 변형계를 통한 관측

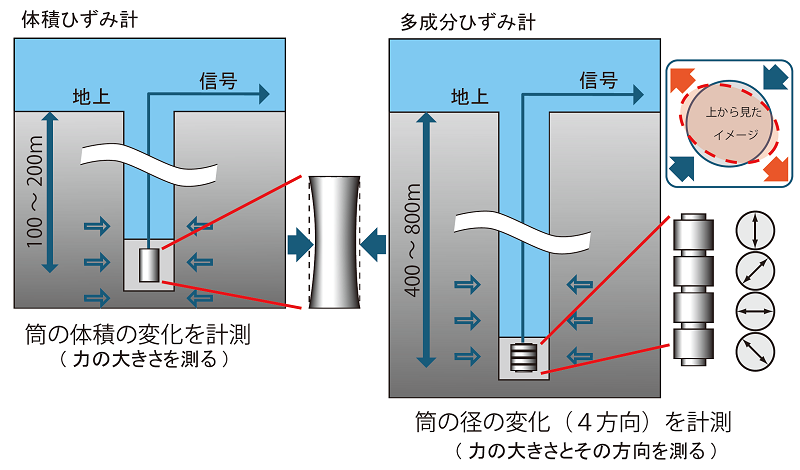
체적변형계와 다성분변형계의 원리

일본 기상청이 난카이 해곡 지진 관측에 사용하는 변형계는 지하 암석의 압축/신장을 관측할 수 있는 지각 변동 관측 장비로, 시추공이라 부르는 직경 15 cm 정도의 수직 구멍을 수백 m 깊이로 뚫은 바닥면에 원통형 감지부를 매설해 설치한다. 판 경계의 슬로우 슬립 등으로 발생하는 극히 미세한 암석의 변형을 포착하기 위해 변형계는 암석의 변형을 10억분의 1 정도의 상대적 변화까지 측정할 수 있는 정확도를 가지고 있다.
변형계는 암반의 변형에 따른 검출부의 부피 변화를 측정하는 "체적변형계'와 검출부의 서로 다른 네 방향의 직경 변화를 측정하는 "다성분변형계"를 사용한다. 체적변형계는 변화의 크기를 측정할 수 있고, 다성분변형계는 이에 더해 방향별 변형량도 측정할 수 있다.
변형계로 측정한 지각 변동의 변동량 크기는 3단계 이상수준과 비교해 지속적으로 모니터링하고 있다. 이상수준의 숫자가 높을수록 변형의 이상 정도가 높음을 의미하며 평상시 데이터의 변동이 일정 시간 이내 변화 속도에 대한 출현 빈도 조사를 바탕으로 관측점별(체적변형계), 성분별(다성분변형계)로 설정해 확인한다.
| 이상 수준 | 설정치                                                                  |
| --------- | ----------------------------------------------------------------------- |
| 레벨1     | 평상시의 데이터 변동에서 통계적으로 1년에 1~2회 정도 이하로 나타나는 값 |
| 레벨2     | 레벨1의 1.5~1.8배의 값                                                  |
| 레벨3     | 레벨1의 2배 이상                                                        |

### 변형계 관측에 따른 조사 개시 조건
"난카이 해곡 지진 임시 정보 (조사중)"의 발표 조건 중 변형계로 관측되는 난카이 해곡 지진과 연관성 검토가 필요하다고 인정되는 변화는 다음이 있다.
- 1개소 이상의 변형계에서 유의미한 변화
  - 레벨3에 해당하는 변화가 관측된 경우
- 기타 복수의 관측점에서도 유의미한 변화라고 볼 수 있는 변화가 관측된 경우
  - "유의미한 변화"란 같은 시기에 주변의 여러 관측점에서 레벨1 이상의 변화가 관측된 경우를 뜻한다
- 예상 진원지 내 판 경계에서 평상시와는 다른 슬로우 슬립이 관측될 가능성이 높은 경우
  - 기존에 관측된 단기간의 슬로우 슬립과 다른 판 경계에서의 슬로우 슬립이 관측된 경우

난카이 해곡 지진 관련 정보 발표 시 일본 기상청이 조사 개시 대상 현상을 판단할 때 사용하는 변형계 관측점은 2022년 1월 기준 도카이 지역, 긴키 지역, 시코쿠 지역에 설치되어 있는 39개 지점이다.

## 발표시 대응
다음은 2021년 5월 일본 내각부가 발표한 "난카이 해곡 지진의 다양한 발생 형태에 대비한 방재 대응 검토 가이드라인 제1판"에 따른 내용이다.
내각부가 난카이 해곡 연안에서 관측할 수 있는 이상 현상 중 방재 대응을 검토해야 한다고 꼽은 것은 다음 3가지 사례이다. 단, 전체 파괴 사례의 경우 피해가 극히 클 것으로 예상하여 아래에 포함하진 않았다.
- 반 균열(대규모 지진) / 피해가 큰 사례
- 일부 균열(전진 가능성 지진) / 제한적 피해 사례
- 완만한 미끄러짐 / 무피해 사례

### 반 균열 사례
반 귤열 사례는 난카이 해곡의 예상 진원역 내 영역에서 대규모 지진이 발생해 나머지 영역에서 대규모 지진 발생 가능성이 상대적으로 높아졌다고 평가하는 경우를 가정하며 구체적으로는 아래와 같다.
- 난카이 해곡 지진의 예상 진원역 내 판 경계에서 모멘트 규모 Mw8.0 이상의 지진이 발생한 경우

반 균열 사례의 경우 지진 발생 수십분 후에 "난카이 해곡 지진 임시 정보 (조사중)"을 발표하고, 몇 시간 후에 난카이 해곡 지진 임시 정보 (거대지진경계)를 발표한다. 또한 검토가 2시간 이상 지속되는 경우 필요에 따라 "난카이 해곡 지진 임시 정보 (조사중)"을 수시로 발표하여 계속 조사 중을 알릴 수 있다.
난카이 해곡 지진 임시 정보 (거대지진경계)가 발표되면 거대지진 경계 대응으로 긴급재해대책본부장이 난카이 해곡 지진방재대책 추진지역(이하 추진지역) 내 도도부현지사 및 시정촌장에게 지시, 내각총리대신이 국민에 대한 주지 등을 실시한다.
이후에도 기상청에서 수시로 "난카이 해곡 지진 관련 해설 정보"를 발표한다. 후속 지진이 일어나지 않고 일주일이 지난 경우, 국가는 후속 지진에 대한 경계조치를 해제하고 일주일 더 후속 지진에 대한 주의 조치를 취해달라고 촉구한다(거대지진주의 대응). 후속 지진이 발생하지 않고 일주일이 더 지날 경우 국가는 후속 지진에 대한 주의조치를 해제하고 정상 생활로 복귀할 것을 촉구한다.

### 일부 균열·완만한 미끄러짐 사례
일부 균열 사례는 난카이 해곡 연안에서 대규모 지진에 비해 한 단계 작은 지진(M7급)이 발생한 경우를 가리킨다. 구체적으로는 다음과 같다.
- 난카이 해곡 지진의 예상 진원역 내 판 경계에서 규모 M7.0 이상, M8.0 미만의 지진이 발생한 경우
- 난카이 해곡 지진의 예상 진원역 내 판 경계 외 및 예상 진원역의 해곡 축선 외곽 50 km 정도까지 범위에서 발생한 규모 M7.0 이상의 지진

완만한 미끄러짐(슬로우 슬립) 경우는 변형계에서 유의미한 변화로 파악되는 단기간의 판 경계 간 뚜렷한 고착 상태 변화 등 평소와는 다른 슬로우 슬립 현상이 관측된 경우를 뜻한다. 이런 현상이 관측된 경우 대규모 지진 발생 가능성이 상대적으로 높아졌다고 평가한다.
두 경우 모두 지진 발생 시점 혹은 변형계 변화가 기상청의 조사 개시 시점에 도달한 시점으로부터 수십분 후 "난카이 해곡 지진 임시 정보(조사중)"를 발표하고, 수 시간 후 "난카이 해곡 지진 임시 정보 (거대지진주의)"를 발표한다. 이후에도 기상청에서 수시로 "난카이 해곡 지진 관련 해설 정보"를 발표한다. 후속 지진이 일어나지 않고 일주일이 지난 경우, 국가는 후속 지진에 대한 주의조치를 해제하고 정상 생활로 복귀할 것을 촉구한다.

## 발표 사례
아래 표에는 난카이 해곡 지진 관련 정보 중 "난카이 해곡 연안을 따라 일어나는 지진에 관한 평가검토회"의 정례 회의에서 조사 결과를 발표하는 "난카이 해곡 지진 관련 해설 정보 (정례)"와 "난카이 해곡 지진 관련 해설 정보"를 제외한 "난카이 해곡 지진 관련 해설 정보 (임시)" 및 "난카이 해곡 지진 임시 정보"가 발표된 사례를 나열한다. 또한 "난카이 해곡 지진 관련 해설 정보" 중 거대지진경계 혹은 거대지진주의 발표 후 특별방재대응을 종료하는 내용을 발표했을 경우 괄호 안에 그 상태를 표시했다.
| 발표일                    | 상태         | 발표 개요 | 발표 개요                 | 발표 개요 | 발표 개요      | 발표 개요            | 참고           |
| 발표일                    | 상태         | 종류      | 발표 일시                 | 진원      | 진원 깊이      | 규모                 | 참고           |
| ------------------------- | ------------ | --------- | ------------------------- | --------- | -------------- | -------------------- | -------------- |
| 2024년 8월 8일 17시 0분   | 조사중       | 지진      | 2024년 8월 8일 16시 43분  | 휴가나다  | 31 km (잠정치) | Mj7.1 (잠정치) Mw7.0 | 최초 발표 사례 |
| 2024년 8월 8일 19시 15분  | 거대지진주의 | 지진      | 2024년 8월 8일 16시 43분  | 휴가나다  | 31 km (잠정치) | Mj7.1 (잠정치) Mw7.0 | 최초 발표 사례 |
| 2024년 8월 15일 17시 0분  | (종료)       | 지진      | 2024년 8월 8일 16시 43분  | 휴가나다  | 31 km (잠정치) | Mj7.1 (잠정치) Mw7.0 | 최초 발표 사례 |
| 2025년 1월 13일 21시 55분 | 조사중       | 지진      | 2025년 1월 13일 21시 19분 | 휴가나다  | 30 km (잠정치) | Mj6.9 (잠정치) Mw6.7 |                |
| 2025년 1월 13일 23시 45분 | 조사 종료    | 지진      | 2025년 1월 13일 21시 19분 | 휴가나다  | 30 km (잠정치) | Mj6.9 (잠정치) Mw6.7 |                |

## 같이 보기
- 홋카이도·산리쿠 해역 후발지진 주의 경보